# Odontura trilineata
Odontura trilineata är en insektsart som först beskrevs av Wilhem de Haan 1842.  Odontura trilineata ingår i släktet Odontura och familjen vårtbitare. Inga underarter finns listade i Catalogue of Life.